# Борго Конфина (Ферара)
Борго Конфина (итал. Borgo Confina) је насеље у Италији у округу Ферара, региону Емилија-Ромања.
Према процени из 2011. у насељу је живело 92 становника. Насеље се налази на надморској висини од 0 м.